# جيمس فرانكلين كولينز
جيمس فرانكلين كولينز (بالإنجليزية: James Franklin Collins)‏ هو دبلوماسي أمريكي، ولد في 4 يونيو 1939 في أورورا في الولايات المتحدة.

## وصلات خارجية
- جيمس فرانكلين كولينز على موقع إن إن دي بي (الإنجليزية)